# The Past Is Dead
«The Past Is Dead» es una canción de la banda estadounidense de hardcore punk Beartooth, lanzado a través de Red Bull Records el 25 de marzo de 2021 como el segundo sencillo de su cuarto álbum de estudio Below (2021). La canción alcanzó el puesto número 14 en la lista de Billboard Mainstream Rock Songs en septiembre de 2021.

## Antecedentes
La canción se lanzó el 25 de marzo de 2021 como el segundo sencillo de su cuarto álbum de estudio Below una semana después del primer sencillo, «Devastation». Ese mismo día se estrenó un video musical con imágenes de la banda interpretando la canción entre pirotecnia y luchando contra un demonio surrealista.
El líder Caleb Shomo señaló que «The Past Is Dead» fue una de las primeras canciones compuestas para el álbum Below. La banda trabajó en la canción durante más de dos años, hasta que finalmente se decidió por la versión incluida en el álbum, que también marcó la pauta para el resto del álbum.
En agosto de 2021 se lanzó una edición en vinilo del sencillo, con «Skin» como cara B, y está limitada a 500 copias.

## Composición y temas
La canción se caracteriza por mantener la energía intensa que suele caracterizar su música, pero enfatizando las voces emotivas y melódicas en lugar de los gritos agresivos. Contiene riffs y breakdowns de guitarra metalcore con extensas capas de guitarra y sobregrabaciones. El sonido de la canción se describió como más "himnético", creando una yuxtaposición entre un sonido inspirador y una letra oscura. Líricamente, la canción trata sobre la incapacidad de superar situaciones traumáticas de la vida, inspirada en la tensión mental que experimentó Shomo a lo largo de 2020. El video musical de la canción busca ser una representación visual de la tensión mental que describe.

## Video musical
El video musical de "The Past Is Dead" se estrenó el 26 de marzo de 2021. El video fue dirigido por Wyatt Clough.

## Lista de canciones
| Descarga digital |                    |          |  |
| N.º              | Título             | Duración |  |
| 1.               | «The Past Is Dead» | 3:35     |  |

| 7" Vinyl |                    |          |  |
| N.º      | Título             | Duración |  |
| 1.       | «The Past Is Dead» | 3:35     |  |
| 2.       | «Skin»             | 3:19     |  |

## Posicionamiento en lista
| Lista (2021)                                      | Posición |
| ------------------------------------------------- | -------- |
| Germany Alternative (Deutsche Alternative Charts) | 1        |
| Estados Unidos (Rock Airplay)                     | 39       |